# Smidtia trisetosa
Smidtia trisetosa là một loài ruồi trong họ Tachinidae.